# Mount Goodale
Mount Goodale är ett berg i Antarktis. Det ligger i Västantarktis. Nya Zeeland gör anspråk på området. Toppen på Mount Goodale är 2 412 meter över havet, eller 456 meter över den omgivande terrängen. Bredden vid basen är 2,0 km.
Terrängen runt Mount Goodale är kuperad åt nordost, men åt sydväst är den bergig. Trakten är obefolkad. Det finns inga samhällen i närheten.